# Aleksandr Panžinskij
Aleksandr Ėduardovič Panžinskij, accreditato come Alexander Panzhinskiy dalla FIS (in russo Александр Эдуардович Панжинский?; Chabarovsk, 16 marzo 1989), è un fondista russo.

## Biografia
In Coppa del Mondo ha esordito il 12 marzo 2009 nella sprint a tecnica classica di Trondheim, giungendo 17º.
In carriera ha preso parte a due edizioni dei Giochi olimpici invernali, Vancouver 2010 (2° nella sprint) e Pyeongchang 2018 (11° nella sprint), e a tre dei Campionati mondiali, vincendo una medaglia.

## Palmarès

### Olimpiadi
- 1 medaglia:
  - 1 argento (sprint a Vancouver 2010)

### Mondiali
- 1 medaglia:
  - 1 bronzo (sprint a squadre a Oslo 2011)

### Mondiali juniores
- 1 medaglia:
  - 1 oro (sprint a squadre a Praz de Lys - Sommand 2009)

### Coppa del Mondo
- Miglior piazzamento in classifica generale: 43º nel 2010